# Paul Green (futbolista, 1983)
Paul Jason Green (nacido el 10 de abril de 1983) es un exfutbolista profesional que jugó como centrocampista .
Green pasó siete años en Doncaster Rovers, donde jugó más de 250 partidos y consiguió tres ascensos en cinco años (de la no liga al Campeonato de la Liga de Fútbol ), además de ganar el Trofeo de la Liga de Fútbol . Green pasó cuatro años en el Derby antes de marcharse en 2012. Como mediocampista central, Green también puede jugar como extremo derecho o como lateral derecho en casos de emergencia. También ha jugado para Derby County, Leeds United, Ipswich Town, Rotherham United, Oldham Athletic y Crewe Alexandra .
Internacional absoluto con la República de Irlanda, debutó en mayo de 2010 y fue seleccionado en la plantilla de la UEFA Euro 2012, en la que fue suplente contra España .

## Carrera del club

### Doncaster Rovers
Nacido en Pontefract, West Yorkshire,  Green comenzó su carrera profesional como aprendiz en Sheffield Wednesday, pero fue liberado a la edad de 16 años. Tras su liberación, se unió a Doncaster Rovers y avanzó desde las categorías inferiores hasta el primer equipo, haciendo su debut a los 19 años en un empate 2-2 con Northwich Victoria en la Conferencia el 19 de marzo de 2002. El primer gol de su carrera llegó tres días después en una victoria en casa por 5-2 contra Hayes (quien desde entonces se fusionó con Yeading ). En las temporadas siguientes, Green desempeñó un papel clave en varios ascensos con Doncaster. Primero logró el ascenso a la Football League luego de una victoria por 3-2 sobre Dagenham & Redbridge en la final de los play-offs de la conferencia en la temporada 2002-03 y luego ganó el título de la League Two la temporada siguiente. Volvió a ser un jugador clave en el equipo que logró otro ascenso a los play-offs, esta vez de la Liga Uno al Campeonato después de una victoria por 1-0 sobre el Leeds United en Wembley en la temporada 2007-08. También ganó el Trofeo de la Liga de Fútbol mientras estaba en el club en 2006-07 .
El contrato de Green con Doncaster se completó al final de la temporada 2007-08. A pesar de que se le ofreció un nuevo contrato, Green optó por abandonar Doncaster y unirse a su compañero de campeonato Derby County en una transferencia gratuita, donde firmó un contrato de tres años. Antes de su partida, era el último jugador que quedaba en el equipo del equipo Doncaster Rovers que ganó el ascenso del fútbol fuera de la liga en 2003.
En total, jugó 277 partidos con el Doncaster, anotando 33 goles.

### Derby County

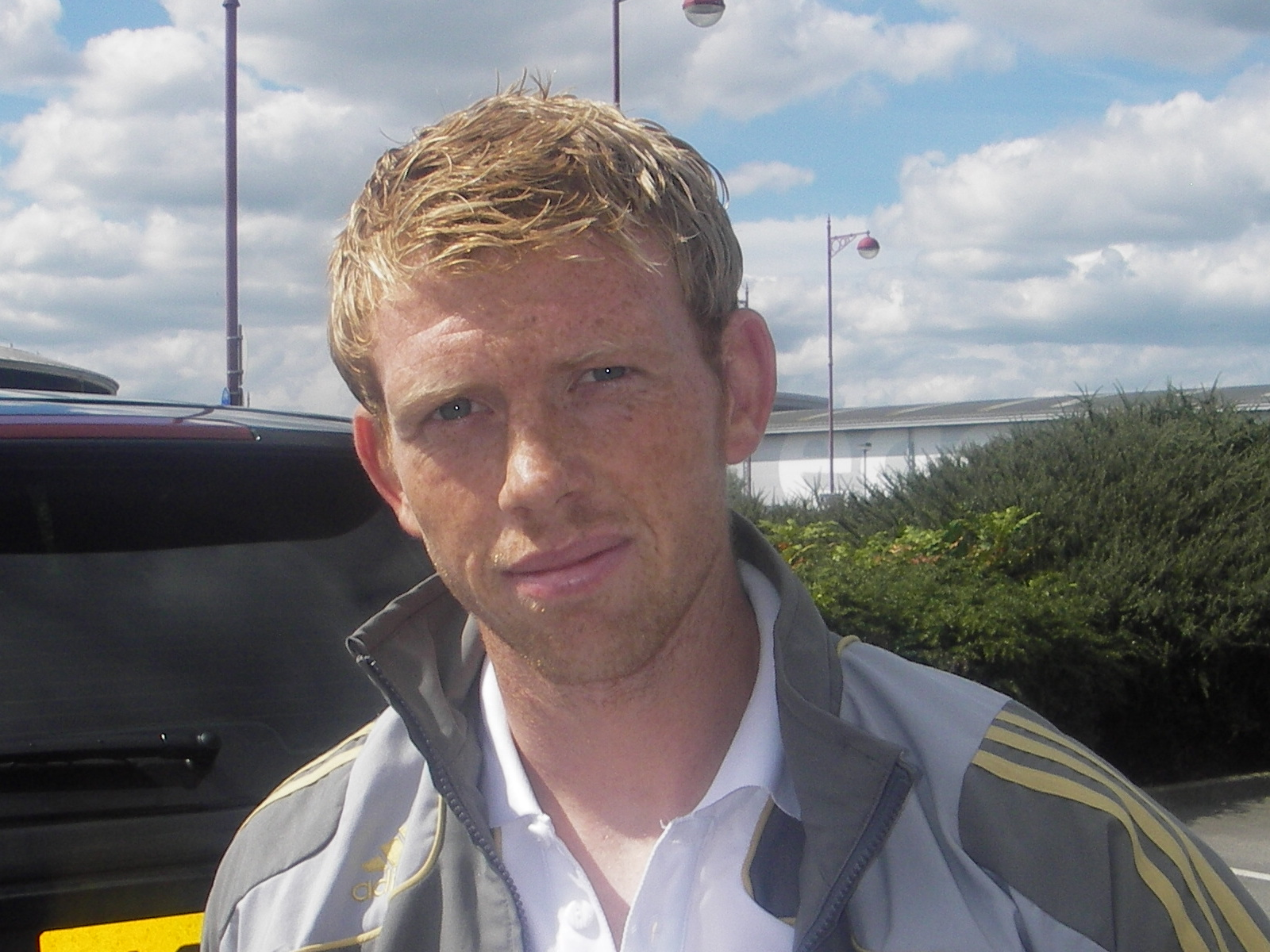
Verde con el condado de Derby en 2008

#### Temporada 2008-09
Green hizo su primera aparición con una camiseta Derby en casa de su antiguo club Doncaster Rovers en una derrota por 1-0 el 9 de agosto de 2008. Marcó su primer gol para su nuevo club a domicilio en el Bristol City en el empate 1-1 el 19 de agosto, y consiguió el segundo en la victoria por 1-0 en la Copa de la Liga en Preston el 26 de agosto. Green se afianzó bien en el equipo del Derby y era el único siempre presente de los clubes cuando jugó su decimocuarto partido consecutivo, una derrota por 3-2 ante Blackpool el 21 de octubre.
Jugó 40 de los primeros 45 partidos del Derby, incluidos los dos partidos de la semifinal de la Copa de la Liga del Derby contra el Manchester United, antes de romperse el quinto metatarsiano mientras corría en una sesión de entrenamiento el 6 de marzo de 2009. Se predijo que estaría fuera de 6 a 8 semanas y se perdió el resto de la temporada. Terminó la temporada con seis goles en todas las competiciones.

#### Temporada 2009-10
Green comenzó bien la temporada 2009-10, jugando en seis de los siete primeros partidos del Derby y anotando en la derrota del Derby por 3-2 ante el Scunthorpe United el 15 de agosto de 2009. Sin embargo, sufrió una leve lesión en el pie en el primer partido de la temporada, una victoria por 2-1 sobre el Peterborough United el 8 de agosto. Continuó jugando a través de la lesión con inyecciones de analgésicos, y parecía estar recuperándose. Sin embargo, su apertura contra el Sheffield United el 12 de septiembre resultaría ser su última aparición en casi dos meses, ya que su lesión en el pie recrudeció. Después de someterse a otra operación en el pie el 18 de septiembre, se predijo que Green volvería a la acción en cuatro semanas. Sin embargo, Green sufrió un revés en su recuperación y su regreso se retrasó hasta el 6 de noviembre. Tras su regreso, la forma de Derby mejoró y ayudó a The Rams a lograr 8 victorias y 5 empates en los siguientes 18 juegos que jugó, anotando el empate en la victoria de Derby por 2-1 sobre Reading el 28 de noviembre. Aunque la forma del Derby no se mantuvo, ganando solo 1 de sus siguientes 8 juegos, Green mantuvo su puesto en el primer equipo durante el resto de la temporada, hasta que sufrió un tirón muscular en el calentamiento para el penúltimo juego de la temporada en Bristol City, que acortó un poco la temporada de Green.
Terminó la campaña con 2 goles en 37 partidos en todas las competiciones. La actuación de Green, junto con sus primeros partidos internacionales con la República de Irlanda, atrajo el interés del Celtic, aunque Derby rápidamente desestimó los rumores y describió a Green como "intocable". Firmó una extensión de un año a su contrato en marzo de 2010, hasta el final de la temporada 2011-12.

#### Temporada 2010-11 y lesión
Green comenzó los primeros nueve partidos de liga de la campaña 2010-11 del Derby, solo se perdió la Copa de la Liga debido a una convocatoria internacional, y marcó su primer gol de la temporada en una paliza por 5-0 al Crystal Palace el 25 de septiembre de 2010 . Aunque jugaba principalmente como uno de los tres mediocampistas avanzados detrás de un delantero cedido en la nueva formación 4-2-3-1 del Derby, se movió al lateral derecho para una victoria por 3-1 sobre el Middlesbrough cuando las lesiones dejaron al Derby corto en defensa. A pesar de la forma inconsistente de Derby, Green estuvo casi siempre presente durante toda la temporada y se vinculó con movimientos a la Premier League con Wolverhampton Wanderers y Blackpool
En el mercado de fichajes de enero de 2011, Green permaneció en el Derby y siguió siendo una figura clave en el equipo antes de sufrir una lesión en los ligamentos cruzados y mediales en una derrota por 4-1 en Cardiff City que lo descartó durante los siguientes seis a nueve meses.

#### Temporada 2011-12 y regreso
Como resultado de su lesión, Green se perdió el resto de la temporada 2010-11 y los primeros 16 partidos de la temporada siguiente, y volvió a la acción en un partido de reserva contra el Sheffield United el 15 de noviembre de 2011. A su regreso, se le asignó el dorsal 32. Green hizo su regreso al primer equipo como suplente tardío en la derrota por 2-0 contra el Hull City el 19 de noviembre de 2011, haciendo su primera apertura en la derrota por 3-1 ante el West Ham United el 26 de noviembre. Luego, Green se convirtió en titular habitual, anotando en la victoria por 2-1 en casa ante el West Ham United el 31 de diciembre de 2011, solo se perdió la derrota por 3-2 en Barnsley el 31 de enero de 2012 y los dos últimos juegos de la temporada en Portsmouth y en casa de Peterborough United. El contrato de Green finalizó en junio de 2012 y Derby estaba ansioso por extender este acuerdo, con el gerente de los Rams, Nigel Clough, temiendo no poder llegar a un acuerdo con Green. Derby le ofreció a Green un nuevo contrato en abril y le dio a Green hasta fin de mes para tomar una decisión. Según los informes, Leeds United estaba interesado en Green. El 20 de abril de 2012, se reveló que Green había rechazado la oferta de contrato de Derby, lo que significaba que el jugador dejaría el club en el verano.
El entrenador del Derby, Nigel Clough, respondió a la noticia descartando a Green en el equipo de la jornada en el penúltimo partido contra Portsmouth, y el extremo de la academia de 17 años Will Hughes ocupó su lugar en el equipo de la jornada. La partida de Green se anunció formalmente el 3 de mayo de 2012, Green dijo en una entrevista que rechazó la oferta de contrato de Derby porque pensó que era hora de un cambio.

### Leeds United
A su regreso de la campaña del Campeonato Euro 2012 de la República de Irlanda, Green firmó un contrato de dos años con el Leeds United el 1 de julio de 2012. A Green se le asignó la camiseta número 7 para la temporada 2012-13 el 3 de agosto. Green hizo su debut competitivo con el Leeds en el primer partido de la temporada contra el Shrewsbury Town en la Copa de la Liga el 11 de agosto.
Green debutó en la liga con el Leeds el 18 de agosto contra el Wolverhampton Wanderers, pero tuvo que ser sustituido por una lesión en la rodilla en la primera mitad. Green regresó a los equipos de la jornada contra Barnsley y Sheffield Wednesday. Su primera aparición desde la lesión se produjo cuando comenzó en el medio campo derecho contra Charlton, Green fue sustituido en la segunda mitad. Posteriormente, Green fue descartado durante dos meses con un desgarro muscular de grado dos en la rodilla. Como resultado de la lesión de Green, Leeds fichó a Michael Tonge en calidad de préstamo para ayudar a cubrir su ausencia. Green regresó de una lesión y volvió a ser titular el 23 de octubre contra el Charlton Athletic .
Green fue titular en el lateral derecho contra Watford el 10 de noviembre, sin embargo, fue sustituido antes del medio tiempo cuando su compañero de equipo Jason Pearce fue expulsado por roja directa. Green anotó su primer gol con el Leeds el 24 de noviembre en la victoria del Leeds por 2-1 contra el Crystal Palace . Green fue nombrado capitán para el partido contra su antiguo club, el Derby County, y anotó un gol de consolación en la derrota del Leeds por 3-1.
El 8 de febrero de 2014, Green se unió a Ipswich Town en un préstamo de 93 días.
El 16 de mayo de 2014, Green fue liberado por Leeds United .

### Rotherham United
El 30 de junio de 2014, Green firmó un contrato de dos años con el recién ascendido Rotherham United .

### Oldham Athletic
El 28 de julio de 2016, Green firmó un contrato de un año con el Oldham Athletic de la League One . Marcó su primer gol con el Oldham en la victoria por 2-0 contra el Peterborough United el 24 de enero de 2017.

### Crewe Alexandra

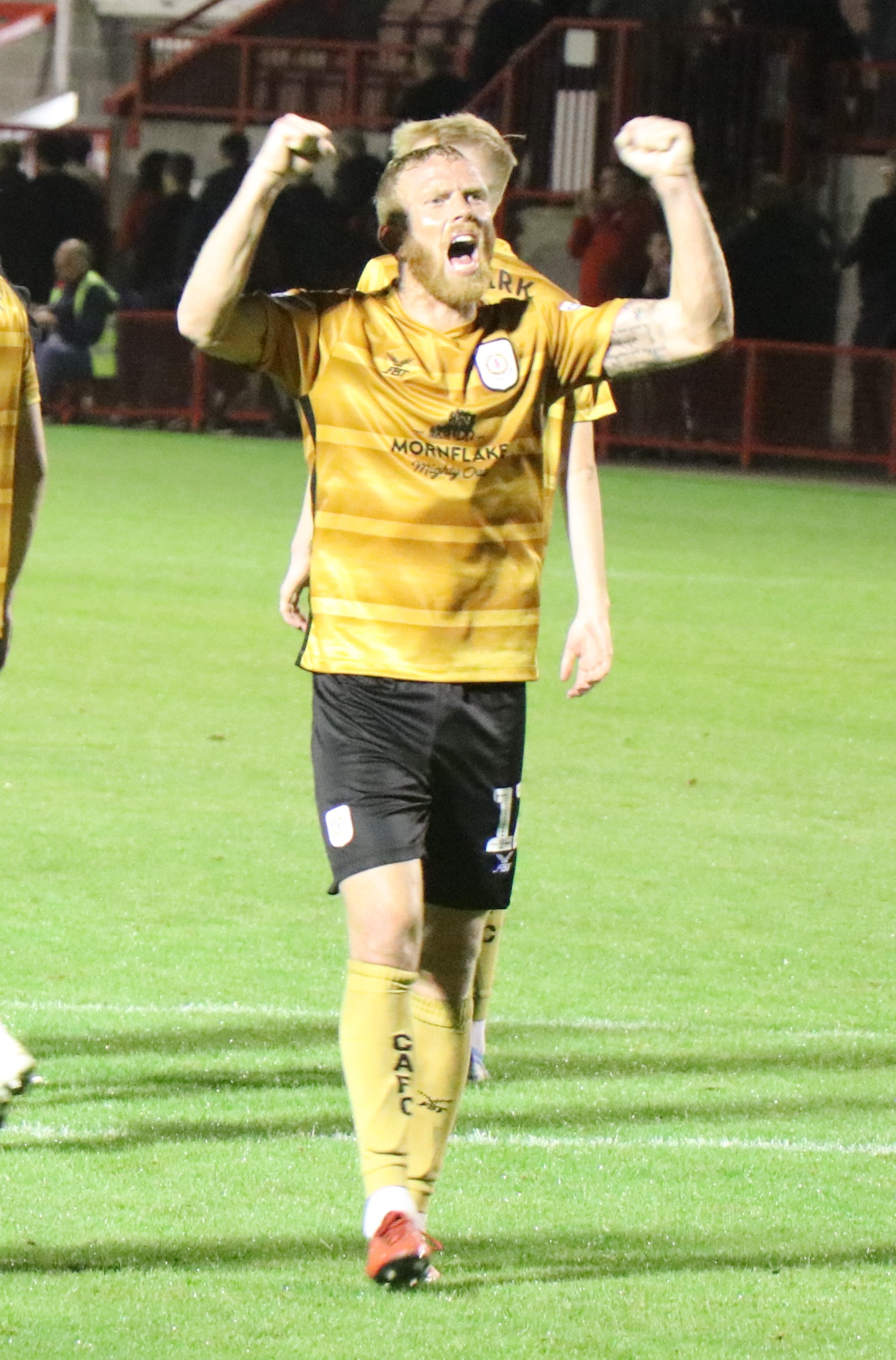
Verde con Crewe Alexandra en 2019

El 11 de enero de 2018, Green fue fichado cedido por el Crewe Alexandra de la League Two para el resto de la temporada 2017-18. Marcó su primer gol de Crewe (un penalti) en la victoria por 1-4 en Lincoln City el 24 de febrero.
Después de ser liberado por Oldham, Crewe firmó con Green en un contrato de un año, con una opción por 12 meses más, el 10 de mayo de 2018. Contra Carlisle United el 25 de agosto, Green sufrió una lesión en la pierna que potencialmente lo descartó para el resto de la temporada 2018-2019. Sin embargo, volvió a la acción del primer equipo en diciembre de 2018, pero fue sustituido en el partido de Año Nuevo en Bury tras lesionarse la misma rodilla. Después de otra devolución, Green anotó su segundo gol para Crewe, esta vez desde el juego abierto, en la derrota por 6-1 de Crawley Town en Gresty Road el 16 de marzo de 2019. Retenido por Crewe para la temporada 2019-2020, Green anotó el gol de la victoria en la victoria por 2-1 en Crawley el 20 de agosto de 2019. Su liberación por parte de Crewe se anunció el 10 de junio de 2020.

### Boston United
Green se unió a Boston United como semiprofesional en el verano de 2020. También se reincorporó a Doncaster Rovers como preparador físico con Richie Wellens. A principios de enero de 2022 fue nombrado técnico interino de Boston tras el despido de Craig Elliott. Dejó su puesto de entrenador en Doncaster después de este nombramiento. El 21 de enero de 2022, Paul Cox fue nombrado entrenador de Boston.

### Worksop Town
El 9 de junio de 2022, bajó dos divisiones para fichar por el Worksop Town de la la Northern Premier League .

### Retirada
El 9 de noviembre de 2022, Green anunció su retirada del fútbol y que había asumido el cargo de entrenador en el Doncaster Rovers de la Liga Dos .

## Carrera internacional

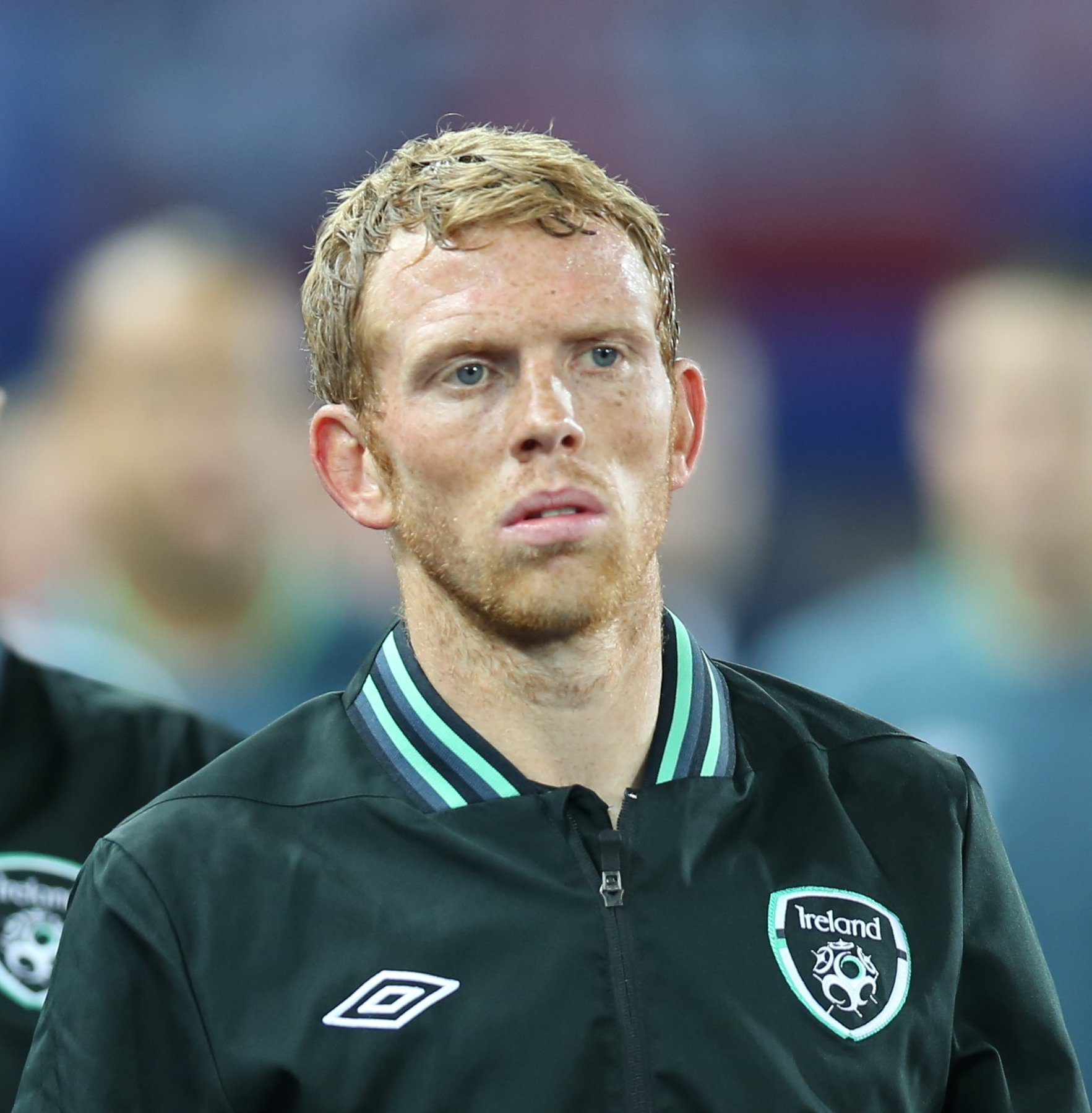
Verde con la República de Irlanda en 2013

A pesar de haber nacido en Inglaterra, Green optó por representar a la República de Irlanda a escala internacional. Se clasificó para jugar para Irlanda a través de su abuelo por parte de su madre, que es de Westport, condado de Mayo . Green fue convocado al equipo del campo de entrenamiento irlandés de Giovanni Trapattoni que tuvo lugar en Malahide, Dublín, en mayo de 2010. Fue convocado para el equipo completo para los amistosos contra Paraguay y Argelia, antes de jugar los 90 minutos completos de un partido amateur entre la República de Irlanda XI e Irlanda. El 25 de mayo de 2010, Green ganó su primer partido internacional en la victoria por 2-1 contra Paraguay en el RDS Arena, entrando en la segunda mitad. Tres días después hizo su primera apertura internacional, contra Argelia, y anotó su primer gol internacional en el minuto 32 en la victoria por 3-0. Su primera apertura competitiva se produjo en una victoria por 1-0 sobre Armenia en septiembre de 2010. Fue un reemplazo tardío del lesionado Keith Fahey en el equipo de la UEFA Euro 2012 . El 14 de junio de 2012, apareció como suplente en la derrota por 4-0 ante España en la UEFA Euro 2012.
En marzo de 2013, el seleccionador de la República de Irlanda, Giovanni Trapattoni, comparó a Green con el ex mediocampista del AC Milan Gennaro Gattuso antes de un partido contra Suecia . Después de que la República de Irlanda anulara un crucial empate 0-0 ante Suecia, Trapattoni proclamó que Green "es subestimado por los medios" después de jugar en una posición de mediocampo defensivo.

## Vida personal
Green y su esposa, Claire, tienen una hija, Ruby, que nació el 20 de septiembre de 2009 y un hijo, Tommy, que nació el 3 de abril de 2014.

## Estadísticas de carrera

### Club
| Club                   | Temporada    | Liga                  | Liga | Liga  | FA Cup | FA Cup | League Cup | League Cup | Otro | Otro  | Total | Total |
| Club                   | Temporada    | Division              | Apps | Goals | Apps   | Goals  | Apps       | Goals      | Apps | Goals | Apps  | Goals |
| ---------------------- | ------------ | --------------------- | ---- | ----- | ------ | ------ | ---------- | ---------- | ---- | ----- | ----- | ----- |
| Doncaster Rovers       | 2001–02      | Football Conference   | 8    | 2     | 0      | 0      | —          | —          | 0    | 0     | 8     | 2     |
| Doncaster Rovers       | 2002–03      | Football Conference   | 30   | 4     | 0      | 0      | —          | —          | 7    | 2     | 37    | 6     |
| Doncaster Rovers       | 2003–04      | Third Division        | 43   | 8     | 1      | 0      | 1          | 0          | 1    | 0     | 46    | 8     |
| Doncaster Rovers       | 2004–05      | League One            | 42   | 7     | 2      | 0      | 3          | 0          | 0    | 0     | 47    | 7     |
| Doncaster Rovers       | 2005–06      | League One            | 34   | 2     | 3      | 0      | 4          | 1          | 1    | 0     | 42    | 3     |
| Doncaster Rovers       | 2006–07      | League One            | 41   | 2     | 3      | 0      | 3          | 0          | 7    | 0     | 54    | 2     |
| Doncaster Rovers       | 2007–08      | League One            | 38   | 5     | 1      | 0      | 0          | 0          | 6    | 1     | 45    | 6     |
| Doncaster Rovers       | Total        | Total                 | 236  | 30    | 10     | 0      | 11         | 1          | 22   | 3     | 279   | 34    |
| Derby County           | 2008–09      | Championship          | 29   | 5     | 4      | 2      | 7          | 1          | —    | —     | 40    | 8     |
| Derby County           | 2009–10      | Championship          | 33   | 2     | 4      | 0      | 0          | 0          | —    | —     | 37    | 2     |
| Derby County           | 2010–11      | Championship          | 36   | 2     | 1      | 0      | 0          | 0          | —    | —     | 37    | 2     |
| Derby County           | 2011–12      | Championship          | 27   | 1     | 2      | 0      | 0          | 0          | —    | —     | 29    | 1     |
| Derby County           | Total        | Total                 | 125  | 10    | 11     | 2      | 7          | 1          | —    | —     | 143   | 13    |
| Leeds United           | 2012–13      | Championship          | 32   | 4     | 2      | 0      | 2          | 0          | —    | —     | 36    | 4     |
| Leeds United           | 2013–14      | Championship          | 9    | 0     | 0      | 0      | 1          | 0          | —    | —     | 10    | 0     |
| Leeds United           | Total        | Total                 | 41   | 4     | 2      | 0      | 3          | 0          | —    | —     | 46    | 4     |
| Ipswich Town (loan)    | 2013–14      | Championship          | 14   | 2     | 0      | 0      | 0          | 0          | —    | —     | 14    | 2     |
| Rotherham United       | 2014–15      | Championship          | 37   | 3     | 1      | 0      | 1          | 0          | —    | —     | 39    | 3     |
| Rotherham United       | 2015–16      | Championship          | 24   | 0     | 1      | 0      | 1          | 1          | —    | —     | 26    | 1     |
| Rotherham United       | Total        | Total                 | 61   | 3     | 2      | 0      | 2          | 1          | —    | —     | 65    | 4     |
| Oldham Athletic        | 2016–17      | League One            | 41   | 1     | 2      | 0      | 2          | 0          | 2    | 0     | 47    | 1     |
| Oldham Athletic        | 2017–18      | League One            | 6    | 0     | 1      | 0      | 1          | 1          | 1    | 0     | 9     | 1     |
| Oldham Athletic        | Total        | Total                 | 47   | 1     | 3      | 0      | 3          | 1          | 3    | 0     | 56    | 2     |
| Crewe Alexandra (loan) | 2017–18      | League Two            | 20   | 1     | —      | —      | —          | —          | —    | —     | 20    | 1     |
| Crewe Alexandra        | 2018–19      | League Two            | 26   | 1     | —      | —      | —          | —          | —    | —     | 26    | 1     |
| Crewe Alexandra        | 2019–20      | League Two            | 26   | 2     | 4      | 1      | 1          | 0          | 2    | 1     | 33    | 4     |
| Crewe Alexandra        | Total        | Total                 | 52   | 3     | 4      | 1      | 1          | 0          | 2    | 1     | 59    | 5     |
| Boston United          | 2020–21      | National League North | 11   | 1     | 1      | 0      | —          | —          | 3    | 0     | 15    | 1     |
| Boston United          | 2021–22      | National League North | 18   | 2     | 3      | 0      | —          | —          | 5    | 0     | 26    | 2     |
| Boston United          | Total        | Total                 | 29   | 3     | 4      | 0      | —          | —          | 8    | 0     | 41    | 3     |
| Worksop Town           | 2022–23      | NPL Division One East | 7    | 2     | 5      | 2      | —          | —          | 2    | 0     | 14    | 4     |
| Career total           | Career total | Career total          | 632  | 59    | 41     | 5      | 27         | 4          | 37   | 4     | 737   | 72    |

### Internacional
| selección nacional   | Año   | aplicaciones | Metas |
| -------------------- | ----- | ------------ | ----- |
| República de Irlanda | 2010  | 7            | 1     |
| República de Irlanda | 2011  | 2            | 0     |
| República de Irlanda | 2012  | 4            | 0     |
| República de Irlanda | 2013  | 7            | 0     |
| República de Irlanda | 2014  | 2            | 0     |
| Total                | Total | 22           | 1     |

| N.º | Fecha              | Evento                     | Adversario | Puntaje | Resultado | Competencia |
| --- | ------------------ | -------------------------- | ---------- | ------- | --------- | ----------- |
| 1   | 28 de mayo de 2010 | RDS Arena, Dublín, Irlanda | Argelia    | 1–0     | 3–0       | Amistoso    |

## Honores
Doncaster Rovers
- Play-offs de la Conferencia de Fútbol: 2003
- Tercera división de la liga de fútbol : 2003-04
- Trofeo de la liga de fútbol : 2006-07
- Play-offs de la Football League One : 2008

República de Irlanda
- Copa de Naciones : 2011[83]